# Rheumaptera lugens
Rheumaptera lugens är en fjärilsart som beskrevs av Charles Oberthür 1886. Rheumaptera lugens ingår i släktet Rheumaptera och familjen mätare. Inga underarter finns listade.